# クリタケ
クリタケ（栗茸、学名: Hypholoma lateritium）はハラタケ目モエギタケ科モエギタケ亜科クリタケ属の中型のキノコである。晩秋に出てくる食用キノコの一つ（ただし毒成分も含む）。和名は、特にクリの木に多く発生し、傘の色がクリの実に似ているところから名付けられている。地方により、アカンボウ・キジタケ・クリキノコ（岩手・長野県）、ヤマドリモダシ（秋田県）、ザザンボ（広島県）、アカボッチ、クリカックイ、ボリメキ、アネダケなどともよばれる。

## 分布・生態
主に北半球の温帯以北に広く分布する。野生では中秋から晩秋に、雑木林やブナ・ミズナラ林で見られる。木材腐朽菌（腐生性）。さまざまな広葉樹、特にクリ、コナラ、ナラ、ブナ、サクラなどの枯れた幹や切り株、倒木などの上に群生や束生する。またアカマツやカラマツなどの針葉樹からも発生し、スギ、ヒノキを植林した後の林の土中の埋もれ木からも発生する。
地中で繁殖した菌が菌糸束と呼ばれる根のようなものを張り巡らせて、木の根や切り株にぶつかると、子実体を発生させる性質がある。

## 形態
子実体（キノコ）は明るい茶色の傘と細い柄の部分からなる。傘は明るい茶褐色からレンガ色（赤褐色）、周辺部は淡色で、径3 - 10センチメートル (cm) 。色には変異があり、栗色もあれば、くすんだ色をしているものもある。縁は少し色が薄く、綿毛に覆われている。若いときは半球形から丸山形だが、のちにまんじゅう形から扁平に開く。表面はやや湿り気を帯び、白い綿毛状の鱗片（薄い繊維状の皮膜の名残）をつけるが、しだいに薄く不明瞭になる。乾燥するとひび割れる。
ヒダは細かく配列して、柄に対して直生から湾生し、胞子の成熟に伴って黄白色から帯オリーブ暗色となり、のち灰紫色や紫褐色に変化する。
柄は細長く、長さ1 - 17 cm、上部は白色から黄白色、下部に向かって錆褐色になる。柄の上部にクモの巣状のツバがあるが、消失しやすい（ツバはないとする文献もある）。肉は緻密で堅く締まり、黄白色で柄の基部は茶褐色。傘肉は脆く、柄は繊維質で堅い。

## 食用
口あたりは多少ボソボソするが、よいダシが出る上、収量が多くしばしば大量発生するため、キノコ狩りの対象としては一般的な存在で古くから知られている。晩秋、キノコ狩りシーズンの最後を飾るキノコともいわれている。
加熱すると非常によい旨味が出る。味は温和でクセがなく、肉が締まっているので歯切れもよく、わずかに苦味がある。焼くとかすかに栗の香りがし、シャキシャキした歯ごたえが特徴。
主に汁物、炒め物、天ぷら、フライ、炒め物、カレーライス、まぜご飯、煮物、すき焼きの具、佃煮などにして食されている。傘や柄に粘性はなく、味噌汁のような油を使わない調理法だと、バサバサした食感で素っ気ない。炒め物や天ぷらなど油を使った料理に向くほか、炊き込みご飯や鍋料理、リゾット、パエリアなどじっくり煮込む料理にも向いている。多少かたい柄の部分は、刻んで肉料理に入れてもよい。いったん乾燥させてから使うと、もどしたものは独特の芳香があり、よいダシがとれる。加熱調理し、生食はしない。
日本では古くから食用とされるが、胃腸系の中毒を起こすことがあり、日本国外では有毒とされている。生食は危険である。過食は厳禁であり、注意を要する。毒成分はネマトリン、苦味物質のネマトロン、色素成分のハイフォロミンA,Bである。
類似の可食キノコ
- エノキタケ
- ナメコ
- クリタケモドキ - 近縁種で食用となる。針葉樹の腐朽材に発生する[3]。

## 栽培
さまざまなメーカーから種菌が販売されており、ほだ木と種駒を使った人工栽培もされているが、栽培過程での菌糸体の伸長が遅いため菌床栽培には適さず、原木栽培が主流である。他種のキノコとは栽培方法が異なり、ほだ木を寝かせて埋める形で管理する。
菌糸体の生育温度範囲は摂氏3 - 30度程度、最適伸長温度は摂氏25度前後。子実体の発生温度は摂氏12 - 17度程度。

### 原木栽培
「伐根」、「普通原木」、「長木」いずれの方法も行われる。「普通原木」法では、乾燥させた長さ約1メートル、直径10 - 15 cm程度の広葉樹の原木に冬から春に種菌を接種。数か月の仮伏せ後、7月までに広葉樹林内に埋め込む。2 - 3 年後の子実体の発生を待つ 。
株ごと採取して150 - 200グラム程度をイチゴパックに詰めて出荷。発生期間 3 - 5年程度。伏せ込みした原木から子実体が発生するだけでなく、菌糸体から菌糸束や根状菌糸束が周辺土壌中に伸び、原木以外から子実体が発生する事もある。

### 菌床栽培
広葉樹のオガクズを使用する方法を各地の林業試験場などが試しているが、商業生産出来るレベルにはなっていない。

## 類似の毒キノコ
- 猛毒のニガクリタケ（Hypholoma fasciculare）と似ているが、ニガクリタケは傘が鮮黄色（硫黄色）で、ヒダがオリーブ緑色、そして生のものを噛むと苦いため区別できる[9]。噛んだ物はすぐ吐き出すこと[5]。ほぼ1年中発生し[5]、ニガクリタケと同じ場所に生えることもある。
- ニガクリタケモドキ(Naematoloma gracile) 食毒不明。
- コレラタケ

## 参考画像

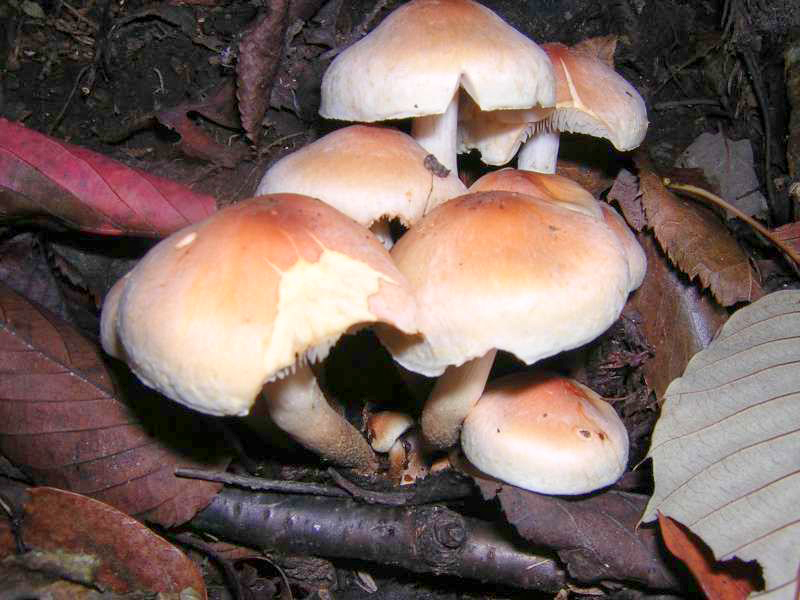
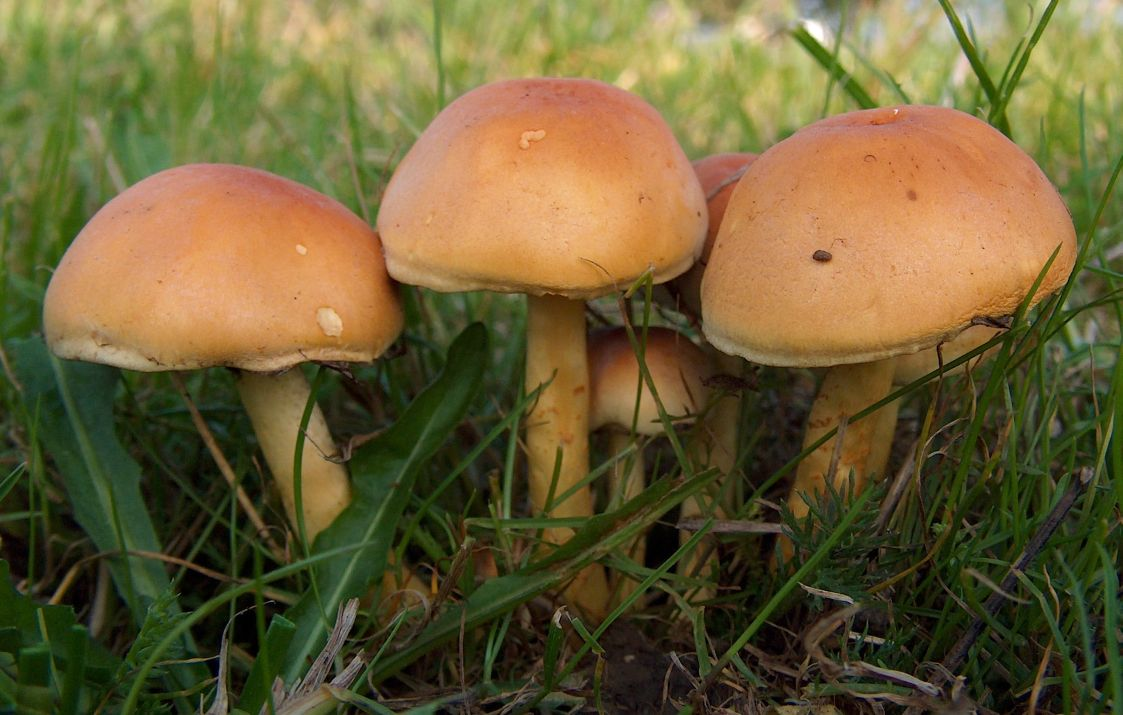
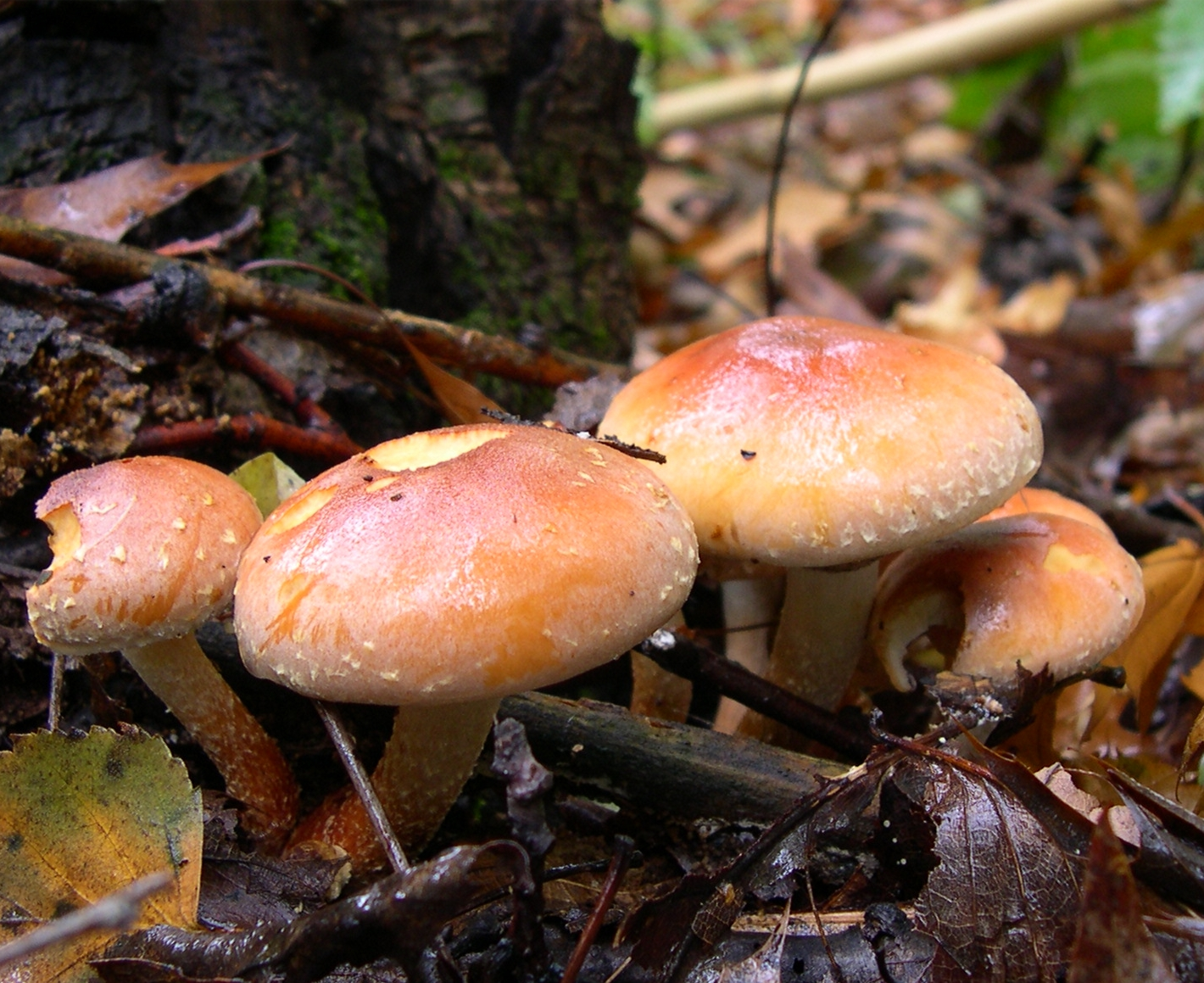
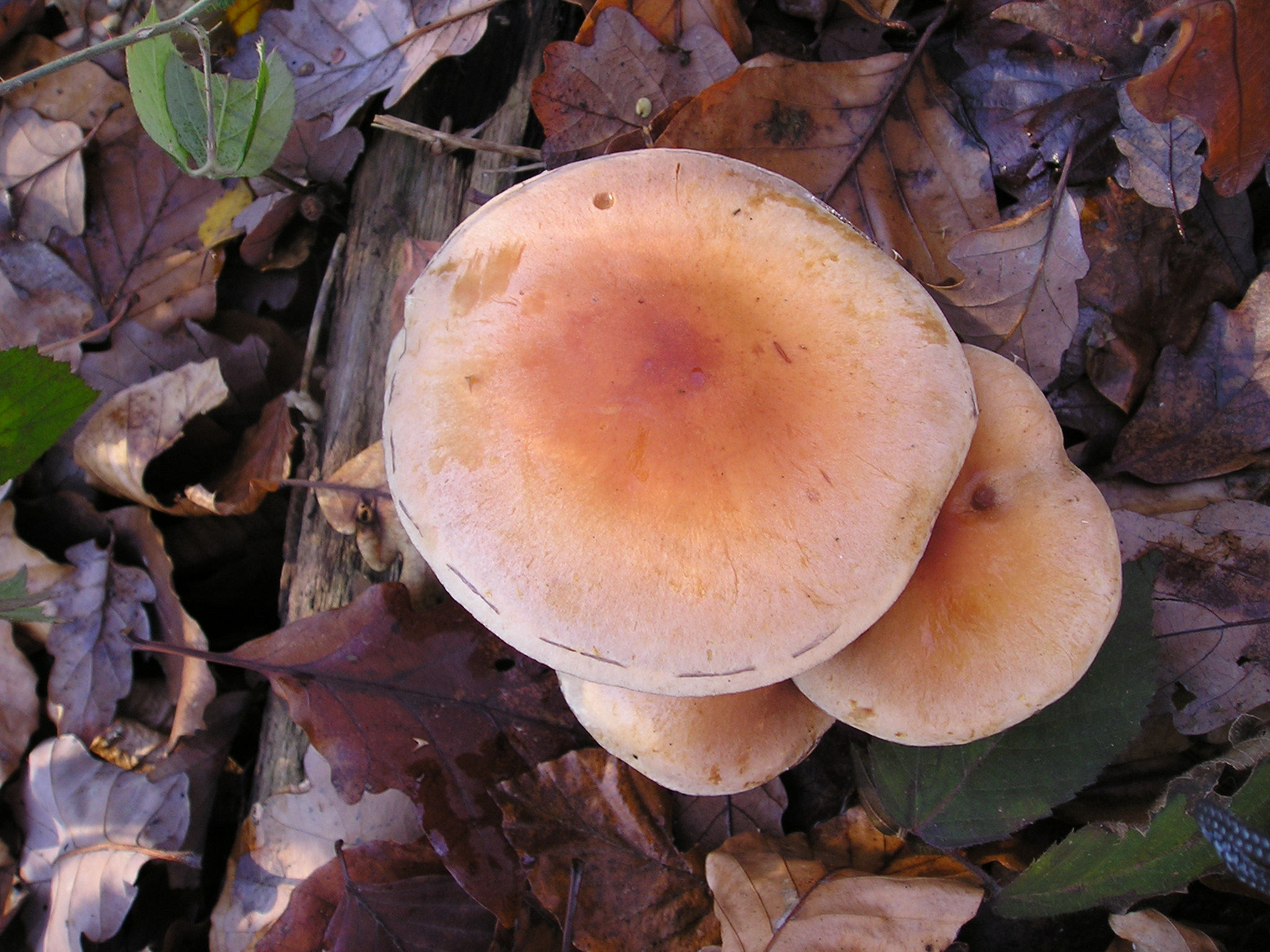
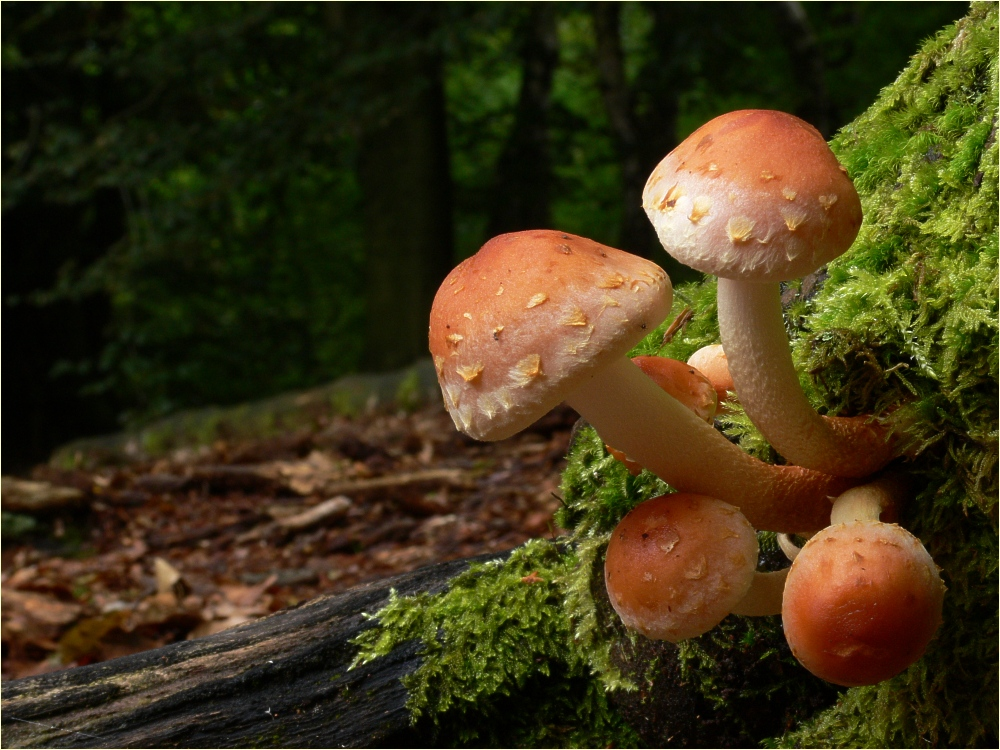
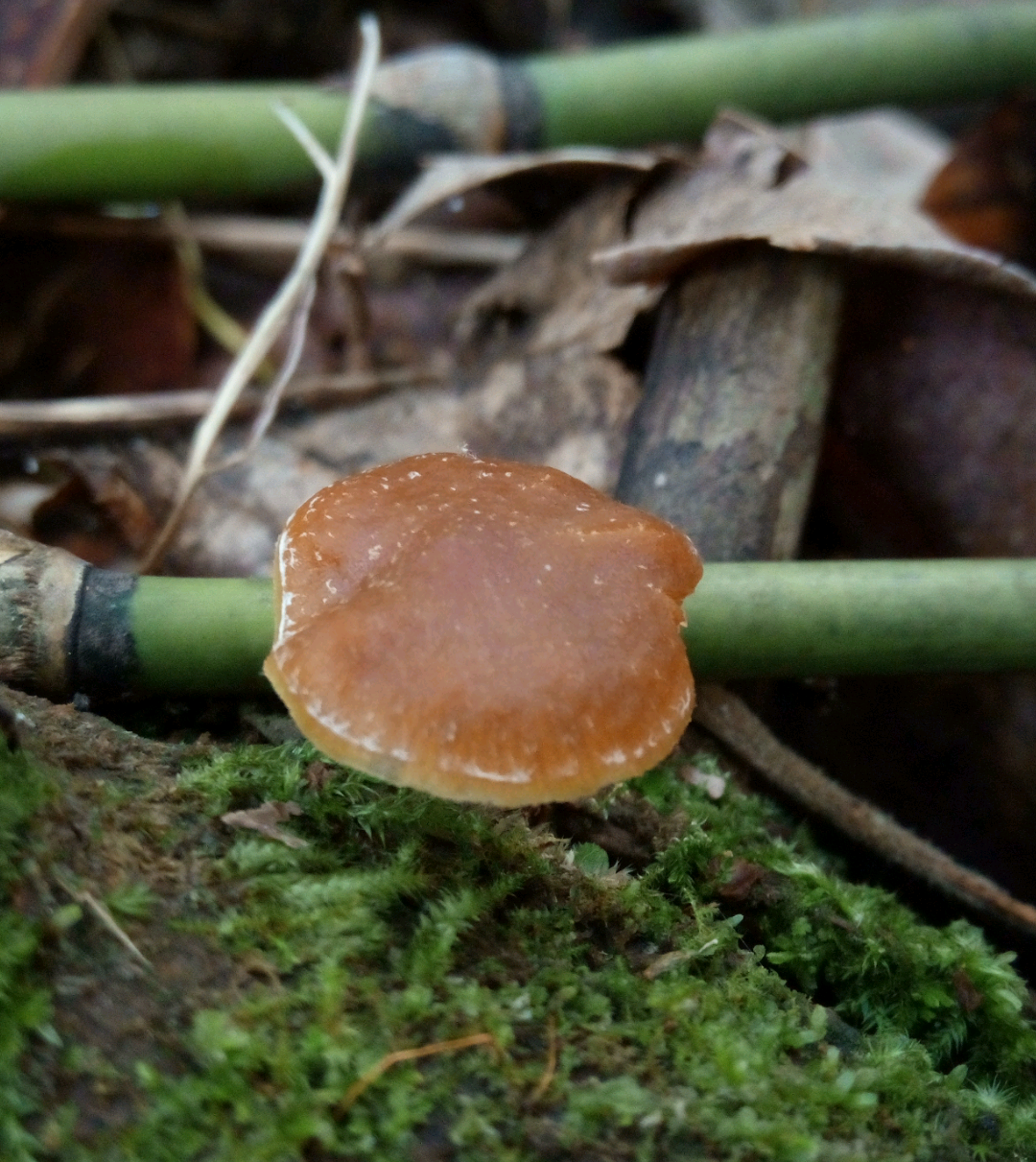
クリタケ　幼菌